# Funcție Bessel
În matematică, prin funcții Bessel se înțeleg soluțiile canonice Z(z) ale ecuației diferențiale a lui Bessel (cu z real sau complex):
{\displaystyle z^{2}{\frac {d^{2}Z}{dz^{2}}}+z{\frac {dZ}{dz}}+(z^{2}-\alpha ^{2})Z=0}
pentru o valoare arbitrară α reală sau complexă, numită ordinul funcției Bessel. Cele mai comune și mai importante cazuri fiind acelea în care α are o valoare întreagă n.
De altfel, α și −α produc aceeași ecuație diferențială, convențional definindu-se funcții Bessel diferite pentru cele două ordine, dar cel mai adesea sunt alese ca funcții netede de α. De asemenea funcțiile Bessel sunt cunoscute ca funcții cilindrice sau cilindrice armonice deoarece ele se regăsesc în soluția ecuației Laplace în coordonate cilindrice.
Ele au fost definite prima dată de Daniel Bernoulli și generalizate de Friderich Bessel, de unde și denumirea lor.

## Aplicații ale funcțiilor Bessel
Prin aplicarea metodei separării variabilelor pentru soluționarea ecuației Laplace și a ecuației Helmholz, în coordonate cilindrice sau coordonate sferice, se obține ecuația lui Bessel, din care se obțin funcțiile Bessel.
Rezolvând ecuația în sistemul de coordonate cilindrice, obținem funcții Bessel de ordin întreg (α = n); rezolvând ecuația în sistemul de coordonate sferice, obținem funcții Bessel de ordin fracționar (α = n +1/2).
Importanța funcțiilor Bessel rezultă din faptul că soluționează multe probleme de potențal static și de propagare a undelor, de exemplu:
- unde electromagnetice în ghiduri de undă cilindrice,
- transferul de căldură în obiecte cilindrice,
- modurile de vibrații ale unei membrane circulare subțiri,
- probleme de difuzie,
- soluția ecuației Schrödinger radiala pentru o particulă liberă, în coordinate sferice,
- soluționarea unor probleme de divergentă aeroelastică și flutter în Aeroelasticitate,
- semnale de proces în electronică precum sinteza FM sau filtre Bessel.

## Definiții
Deoarece ecuația lui Bessel este o ecuație diferențială ordinară de ordinul doi, aceasta va avea două soluții liniar independente, iar datorită diverselor formulări ale funcției Bessel, în serie sau integrală, se alege forma cea mai convenabilă pentru problema care se soluționează.

### Funcțiile Bessel de speța I-a:Jα
Funcțiile Bessel de speța I-a, notate Jα(z), sunt soluții ale ecuației diferențiale a lui Bessel, care au valoare finită în origine z = 0 pentru valori α întregi nenegative și valoare infinită în origine pentru valori α negative diferite de întregi. Tipul de soluție, întreagă sau nu, și normalizarea funcției Jα(z) sunt definite de proprietațile de mai jos.
Funcția Bessel de speța I-a este definită de următoarea serie Taylor în jurul originii z = 0:
{\displaystyle J_{\alpha }(z)=\sum _{m=0}^{\infty }{\frac {(-1)^{m}}{m!\,\Gamma (m+\alpha +1)}}{\left({\frac {z}{2}}\right)}^{2m+\alpha }}
unde Γ(z) este funcția Gamma a lui Euler, care reprezinta generalizarea funcției factorial pentru valori z diferite de întregi. Graficul funcției Bessel oscilează ca cel al funcției sinus sau cosinus, diferența fiind aceea că funcția Bessel descrește proporțional cu {\displaystyle 1/{\sqrt {z}}} spre infinit, precum și faptul că rădăcinile nu sunt în general periodice, cu excepția celor asimptotice pentru valori mari ale lui z.

Graficele funcţiilor Bessel de speţa I-a, J_{α}(z) şi ordin întreg α=0,1,2

Pentru valori α diferite de întregi, funcțiile Jα(z) și J-α(z) sunt liniar independente, reprezentând cele două soluții ale ecuației diferențiale.
Pe de altă parte, pentru α de ordin întreg, este valabilă următoarea relație (de notat că funcția Gamma devine infinită pentru argumente întregi negative):
{\displaystyle J_{-n}(z)=(-1)^{n}J_{n}(z).\,}
acest lucru arătând că cele două soluții nu sunt liniar independente. În acest caz, a doua soluție liniar independentă este dată de funcția Bessel de speța a II-a.

#### Integrale Bessel
O altă modalitate de definire a funcțiilor Bessel este cea a reprezentărilor integrale.
Pentru n întreg avem reprezentarea:
{\displaystyle J_{n}(z)={\frac {1}{\pi }}\int _{0}^{\pi }\cos(n\tau -z\sin \tau )\,\mathrm {d} \tau .}
Acesta a fost modul de reprezentare folosit de Bessel, iar din această definiție au derivat mai multe proprietăți ale funcției.
Adăugând un termen suplimentar integralei de mai sus, definiția poate fi extinsă și pentru valori α diferite de întregi, reprezentarea ei fiind dată de:
{\displaystyle J_{\alpha }(z)={\frac {1}{\pi }}\int _{0}^{\pi }\cos(\alpha \tau -z\sin \tau )d\tau -{\frac {\sin(\alpha \pi )}{\pi }}\int _{0}^{\infty }e^{-z\sinh(t)-\alpha t}dt.}
O altă reprezentare integrală este și:
{\displaystyle J_{n}(z)={\frac {1}{2\pi }}\int _{-\pi }^{\pi }e^{-\mathrm {i} \,(n\tau -z\sin \tau )}\,\mathrm {d} \tau .}

#### Relația cu seria hipergeometrică
Funcția Bessel poate fi exprimată în termenii seriei hipergeometrice a lui Gauss astfel:
{\displaystyle J_{\alpha }(z)={\frac {(z/2)^{\alpha }}{\Gamma (\alpha +1)}}\;_{0}F_{1}(\alpha +1;-z^{2}/4).}
Această expresie se referă la dezvoltarea funcției Bessel în termenii funcției Bessel-Clifford.

#### Relația cu polinoamele lui Laguerre
În termenii polinoamelor Laguerre, pentru orice parametru t, funcția Bessel se poate exprima astfel:
{\displaystyle {\frac {J_{\alpha }(z)}{\left({\frac {z}{2}}\right)^{\alpha }}}={\frac {e^{-t}}{\Gamma (\alpha +1)}}\sum _{k=0}{\frac {L_{k}^{(\alpha )}\left({\frac {z^{2}}{4t}}\right)}{k+\alpha  \choose k}}{\frac {t^{k}}{k!}}.} 

### Funcțiile Bessel de speța a II-a:Yα
Funcțiile Bessel de speța a II-a, notate prin Yα(z), sunt de asemenea soluții ale ecuației diferențiale a lui Bessel. Ele au o singularitate infinită în origine (z = 0).

Graficul funcţiilor Bessel de speţa a II-a, Y_{α}(z) şi ordin întreg α = 0, 1, 2

Funcția Yα(z) este denumită și funcția Neumann, ocazional fiind notată și cu Nα(z).
Pentru valori α diferite de întregi funcția Bessel de speța a II-a se scrise în funcție de  Jα(z) sub forma:
{\displaystyle Y_{\alpha }(z)={\frac {J_{\alpha }(z)\cos(\alpha \pi )-J_{-\alpha }(z)}{\sin(\alpha \pi )}}.}
În cazul în care α are o valoare întregă n, funcția se defineste ca limită de α → n:
{\displaystyle Y_{n}(z)=\lim _{\alpha \to n}Y_{\alpha }(z),}
scriindu-se sub formă integrală:
{\displaystyle Y_{n}(z)={\frac {1}{\pi }}\int _{0}^{\pi }\sin(z\sin \theta -n\theta )d\theta -{\frac {1}{\pi }}\int _{0}^{\infty }\left[e^{nt}+(-1)^{n}e^{-nt}\right]e^{-z\sinh t}dt.}
iar sub formă de serie:
{\displaystyle {\begin{aligned}Y_{n}(z)&={\frac {2}{\pi }}\ln {\frac {z}{2}}J_{n}(z)-{\frac {1}{\pi }}\left({\frac {z}{2}}\right)^{-n}\sum _{k=0}^{n-1}{{\frac {(n-k-1)!}{k!}}\left({\frac {z}{2}}\right)^{2k}}\\&\qquad -{\frac {1}{\pi }}\left({\frac {z}{2}}\right)^{n}\sum _{k=0}^{\infty }\left\{\psi (k+1)+\psi (n+k+1)\right\}{\frac {\left({\frac {-z}{2}}\right)^{2k}}{k!(n+k)!}}\\\end{aligned}}}
în care ψ este funcția digamma.
În cazul în care α are o valoare diferită de întreg, funcția Yα(z) este inutilă (putând fi înlocuită oricând cu J-α(z)). Pe de altă parte, când α este un întreg n, Yn(z) este a doua soluție liniar independentă a ecuației lui Bessel. Mai mult, este valabilă o relație similară cu cea pentru funcția de speța I-a, adică:
{\displaystyle Y_{-n}(z)=(-1)^{n}Y_{n}(z).\,}
Ambele funcții, Jα(z) and Yα(z), sunt funcții olomorfe de z în  planul complex cu tăietură de-a lungul axei reale negative.  Când α este un întreg, funcțiile Bessel  J sunt funcții întregi de z.  Dacă z este fizat, atunci funcțiile Bessel sunt funcții întregi de α.

### Funcțiile Hankel:Hα
Un alt mod de formulare a două soluții liniar independente ale ecuației lui Bessel sunt funcțiile Hankel , Hα(1)(z) și Hα(2)(z), definite prin:
{\displaystyle H_{\alpha }^{(1)}(z)=J_{\alpha }(z)+iY_{\alpha }(z)}
{\displaystyle H_{\alpha }^{(2)}(z)=J_{\alpha }(z)-iY_{\alpha }(z)}
unde i este unitatea imaginară. Aceaste combinații liniar independente sunt cunoscute și sub numele de funcții Bessel de speța a III-a. Funcțiile Hankel de prima și a doua speță sunt folosite la exprimarea soluției propagării undelor cilindrice, respectiv spre exterior sau interior, în funcție de convenția de semn aleasă pentru frecventă. Ele au fost denumite după numele lui Hermann Hankel.
Folosind relațiile de definiție de mai sus ele pot fi scrise și sub forma:
{\displaystyle H_{\alpha }^{(1)}(z)={\frac {J_{-\alpha }(z)-e^{-\alpha \pi i}J_{\alpha }(z)}{i\sin(\alpha \pi )}}}
{\displaystyle H_{\alpha }^{(2)}(z)={\frac {J_{-\alpha }(z)-e^{\alpha \pi i}J_{\alpha }(z)}{-i\sin(\alpha \pi )}}}
în care, dacă α este un întreg, este necesară calcularea limitei expresiilor de mai sus. Sunt valide următoarele relații indiferent dacă α este sau nu întreg:
{\displaystyle H_{-\alpha }^{(1)}(z)=e^{\alpha \pi i}H_{\alpha }^{(1)}(z)}
{\displaystyle H_{-\alpha }^{(2)}(z)=e^{-\alpha \pi i}H_{\alpha }^{(2)}(z).}

### Funcțiile Bessel modificate:Iα,Kα
Funcțiile Bessel sunt definite și pentru argumente complexe ale lui z, iar un caz special important este acela al argumentului pur imaginar. În acest caz, soluțiile ecuației lui Bessel se numesc funcții Bessel modificate (sau câteodată  funcții Bessel hiperbolice) de prima și a doua speță, fiind definite prin oricare din următoarele relații echivalente:
{\displaystyle I_{\alpha }(z)=i^{-\alpha }J_{\alpha }(iz)=\sum _{m=0}{\frac {1}{m!\Gamma (m+\alpha +1)}}\left({\frac {z}{2}}\right)^{2m+\alpha }}
{\displaystyle K_{\alpha }(z)={\frac {\pi }{2}}{\frac {I_{-\alpha }(z)-I_{\alpha }(z)}{\sin(\alpha \pi )}}={\frac {\pi }{2}}i^{\alpha +1}H_{\alpha }^{(1)}(iz)}
Acestea au fost alese astfel încât să aibă valori reale pentru argumente z reale și pozitive. Astfel, seria obținută pentru Iα(z) este similară cu Jα(z), dar fără a avea factorul alternant  (−1)m.
Iα(z) și Kα(z) sunt cele două soluții liniar independente ale ecuației modificate a lui Bessel:
{\displaystyle z^{2}{\frac {d^{2}Z}{dz^{2}}}+z{\frac {dZ}{dz}}-(z^{2}+\alpha ^{2})Z=0.}
Spre deosebire de funcțiile Bessel ordinare, care oscilează ca funcții de argument real, Iα(z) și Kα(z), sunt funcții care cresc și descresc exponențial. Ca și funcția Jα(z), funcția Iα(z) are valoarea zero în punctul (z = 0) pentru α > 0 și valoarea unu pentru α = 0.  În mod analog, Kα(z) este divergentă în punctul (z = 0) și tinde spre zero când z → ∞.
|  |  |

### Funcțiile Bessel sferice:jn,yn
Când se rezolvată ecuația lui Helmhotz în coordonate sferice prin separarea variabilelor, ecuația radială capătă forma:
{\displaystyle z^{2}{\frac {d^{2}Z}{dz^{2}}}+2z{\frac {dZ}{dz}}+[z^{2}-n(n+1)]Z=0.}
Cele doua soluții liniar independente ale acestei ecuații se numesc funcțiile Bessel sferice jn(z) și yn(z), iar când acestea sunt scrise cu ajutorul funcțiilor Jn(z) și Yn(z) capată formele:
{\displaystyle j_{n}(z)={\sqrt {2z/\pi }}\;J_{n+1/2}(z),}
{\displaystyle y_{n}(z)={\sqrt {2z/\pi }}\;Y_{n+1/2}(z)=(-1)^{n+1}{\sqrt {2z/\pi }}\;J_{-n-1/2}(z).}
|  |  |

De asemenea yn(z) mai este notată cu nn(z) sau ηn(z).
Unii autori numesc aceste relații funcțiile Neumann sferice.
Funcțiile Bessel sferice se mai pot scrie și sub forma:
{\displaystyle j_{n}(z)=(-z)^{n}\left({\frac {1}{z}}{\frac {d}{dz}}\right)^{n}\,{\frac {\sin z}{z}},}
{\displaystyle y_{n}(z)=-(-z)^{n}\left({\frac {1}{z}}{\frac {d}{dz}}\right)^{n}\,{\frac {\cos z}{z}}.}
Funcția Bessel sferică de speța I-a, j0(z), mai este cunoscuta și sub numele de funcția sinc.
În continuare se dau câteva funcții Bessel sferice:
{\displaystyle j_{0}(z)={\frac {\sin z}{z}}}
{\displaystyle j_{1}(z)={\frac {\sin z}{z^{2}}}-{\frac {\cos z}{z}}}
{\displaystyle j_{2}(z)=\left({\frac {3}{z^{2}}}-1\right){\frac {\sin z}{z}}-{\frac {3\cos z}{z^{2}}}}
{\displaystyle j_{3}(z)=\left({\frac {15}{z^{3}}}-{\frac {6}{z}}\right){\frac {\sin z}{z}}-\left({\frac {15}{z^{2}}}-1\right){\frac {\cos z}{z}},}
și
{\displaystyle y_{0}(z)=-j_{-1}(z)=-\,{\frac {\cos z}{z}}}
{\displaystyle y_{1}(z)=j_{-2}(z)=-\,{\frac {\cos z}{z^{2}}}-{\frac {\sin z}{z}}}
{\displaystyle y_{2}(z)=-j_{-3}(z)=\left(-\,{\frac {3}{z^{2}}}+1\right){\frac {\cos z}{z}}-{\frac {3\sin z}{z^{2}}};}
Identitatea generală fiind:
{\displaystyle {\begin{aligned}J_{n+{\frac {1}{2}}}(z)&={\sqrt {\frac {2}{\pi z}}}\sum _{i=0}^{\frac {n+1}{2}}(-1)^{n-i}\left\{\sin(z)\left({\frac {2}{z}}\right)^{n-2i}{\frac {(n-i)!}{i!}}{-{\frac {1}{2}}-i \choose n-2i}\color {White}\right\}\\&\qquad \qquad \qquad \qquad \color {White}\left\{\color {Black}-\cos(z)\left({\frac {2}{z}}\right)^{n+1-2i}{\frac {(n-i)!}{i!}}i{-{\frac {1}{2}}-i \choose n-2i+1}\right\}\\\end{aligned}}\,\!}

#### Relații diferențiale
În următoarea ecuație, fn, poate fi oricare din funcțiile jn, yn, hn(1), hn(2), unde n = ±1,±2,… .
{\displaystyle \left({\frac {1}{z}}{\frac {d}{dz}}\right)^{m}\left(z^{n+1}f_{n}(z)\right)=z^{(n-m)+1}f_{(n-m)}(z).}

### Funcțiile Hankel sferice:hn
De asemenea există funcții Hankel sferice:
{\displaystyle h_{n}^{(1)}(z)=j_{n}(z)+iy_{n}(z)}
{\displaystyle h_{n}^{(2)}(z)=j_{n}(z)-iy_{n}(z).}
De fapt, ele sunt simple expresii ale funcțiilor Bessel de ordinul (n+1/2) în termenii funcțiilor trigonometrice. În particular, pentru valori n întregi nenegative avem expresia:
{\displaystyle h_{n}^{(1)}(z)=(-i)^{n+1}{\frac {e^{iz}}{z}}\sum _{m=0}^{n}{\frac {i^{m}}{m!(2z)^{m}}}{\frac {(n+m)!}{(n-m)!}}}
iar hn(2) este funcția complex conjugată a acesteia pentru z real.

### Funcțiile Riccati-Bessel:Sn,Cn,ζn{\displaystyle S_{n},C_{n},\zeta _{n}}
Funcțiile Riccati-Bessel diferă puțin de funcțiile Bessel sferice, fiind date de formulele:
{\displaystyle S_{n}(z)=zj_{n}(z)={\sqrt {\pi z/2}}\;J_{n+1/2}(z)}
{\displaystyle C_{n}(z)=-zy_{n}(z)=-{\sqrt {\pi z/2}}\;Y_{n+1/2}(z)}
{\displaystyle \zeta _{n}(z)=zh_{n}^{(2)}(z)={\sqrt {\pi z/2}}\;H_{n+1/2}^{(2)}(z)=S_{n}(z)+iC_{n}(z).}
Ele satisfac ecuația diferențială:
{\displaystyle z^{2}{\frac {d^{2}Z}{dz^{2}}}+[z^{2}-n(n+1)]Z=0.}
Acestă ecuație diferențială și soluția ei Riccati-Bessel apar în problema împrăștierii undelor elecromagnetice printr-o sferă, cunoscută ca împrăștierea Mie.
Câteodata se folosesc și notațiile ψn, χn în loc de Sn, Cn.

## Formele asimptotice
Funcțiile Bessel au următoarele forme asimptotice pentru valori α nenegative. Pentru valori mici ale argumentelor {\displaystyle 0<z\ll {\sqrt {\alpha +1}}}, obtinem:
{\displaystyle J_{\alpha }(z)\approx {\frac {1}{\Gamma (\alpha +1)}}\left({\frac {z}{2}}\right)^{\alpha }}
{\displaystyle Y_{\alpha }(z)\approx \left\{{\begin{matrix}{\frac {2}{\pi }}\left[\ln(z/2)+\gamma \right]&{\mbox{if }}\alpha =0\\\\-{\frac {\Gamma (\alpha )}{\pi }}\left({\frac {2}{z}}\right)^{\alpha }&{\mbox{if }}\alpha >0\end{matrix}}\right.}
unde γ este constanta Euler–Mascheroni (0.5772...). 
Pentru argumente mari {\displaystyle z\gg |\alpha ^{2}-1/4|}, acestea devin:
{\displaystyle J_{\alpha }(z)\approx {\sqrt {\frac {2}{\pi z}}}\cos \left(z-{\frac {\alpha \pi }{2}}-{\frac {\pi }{4}}\right)}
{\displaystyle Y_{\alpha }(z)\approx {\sqrt {\frac {2}{\pi z}}}\sin \left(z-{\frac {\alpha \pi }{2}}-{\frac {\pi }{4}}\right).}
De reținut că, pentru α=1/2 aceste formule sunt exacte (vezi funcțiile Bessel sferice de mai sus).
În continuare se dau formele asimptotice și pentru alte tipuri de funcții Bessel. 
De exemplu, pentru valori {\displaystyle z\gg |\alpha ^{2}-1/4|}, funcțiile Bessel modificate devin:
{\displaystyle I_{\alpha }(z)\approx {\frac {e^{z}}{\sqrt {2\pi z}}}\left(1+{\frac {(1-2\alpha )(1+2\alpha )}{8z}}+\dots \right),}
{\displaystyle K_{\alpha }(z)\approx {\sqrt {\frac {\pi }{2z}}}e^{-z}.}
în timp ce pentru argumente mici {\displaystyle 0<z\ll {\sqrt {\alpha +1}}}, ele devin:
{\displaystyle I_{\alpha }(z)\approx {\frac {1}{\Gamma (\alpha +1)}}\left({\frac {z}{2}}\right)^{\alpha }}
{\displaystyle K_{\alpha }(z)\approx \left\{{\begin{matrix}-\ln(z/2)-\gamma &{\mbox{if }}\alpha =0\\\\{\frac {\Gamma (\alpha )}{2}}\left({\frac {2}{z}}\right)^{\alpha }&{\mbox{if }}\alpha >0.\end{matrix}}\right.}
Pentru funcțiile Bessel de prima, a doua și a treia speță, avem următoarele dezvoltări asimptotice:
{\displaystyle J_{\alpha }(z)={\sqrt {2/\pi z}}\left\{P(\nu ,z)cos\chi -Q(\nu ,z)sin\chi \right\},}     pentru :{\displaystyle {|argz|}<\pi \,\!}
{\displaystyle Y_{\alpha }(z)={\sqrt {2/\pi z}}\left\{P(\nu ,z)cos\chi +Q(\nu ,z)sin\chi \right\},}     pentru :{\displaystyle {|argz|}<\pi \,\!}
{\displaystyle H_{-\alpha }^{(1)}(z)={\sqrt {2/\pi z}}\left\{P(\nu ,z)+iQ(\nu ,z)\right\}e^{i\chi },} pentru :{\displaystyle (-\pi <argz<2\pi )\,\!}
{\displaystyle H_{-\alpha }^{(2)}(z)={\sqrt {2/\pi z}}\left\{P(\nu ,z)-iQ(\nu ,z)\right\}e^{-i\chi },} pentru :{\displaystyle (-2\pi <argz<\pi )\,\!}
în care: {\displaystyle \chi =z-({\frac {1}{2}}\nu +{\frac {1}{4}})}  și  {\displaystyle \mu =4\nu ^{2}\,\!},
iar:
{\displaystyle {\begin{aligned}P(\nu ,z)&\sim \sum _{n=0}^{\infty }(-1)^{n}{\frac {(\nu ,2n)}{(2z)^{2n}}}\\&=1-{\frac {(\mu -1)(\mu -9)}{2!(8z)^{2}}}+{\frac {(\mu -1)(\mu -9)(\mu -25)(\mu -49)}{4!(8z)^{4}}}-\cdots .\end{aligned}}\,\!}
și
{\displaystyle {\begin{aligned}Q(\nu ,z)&\sim \sum _{n=0}^{\infty }(-1)^{n}{\frac {(\nu ,2n+1)}{(2z)^{2n+1}}}\\&={\frac {(\mu -1)}{8z}}-{\frac {(\mu -1)(\mu -9)(\mu -25)}{3!(8z)^{3}}}+\cdots .\end{aligned}}\,\!}
Dacă ν este real nenegativ, iar z pozitiv, restul obținut după sumarea a n termeni din expresia P(ν,z), nu depășește termenul (n+1) în valoare absolută având același semn cu el, facându-se specificația că {\displaystyle \left(n>\nu /2-1/4\right)\,\!}.
Același lucru este adevarat și pentru Q(ν,z), dar cu {\displaystyle \left(n>\nu /2-3/4\right)\,\!}.

## Proprietăți
Pentru α = n (întreg), Jn este folosită adesea prin intermediul  seriei Laurent pentru funcția generatoare:
{\displaystyle e^{(z/2)(t-1/t)}=\sum _{n=-\infty }^{\infty }J_{n}(z)t^{n},}
care poate fi generalizată pentru orice α prin metoda integrării pe contur sau altă metodă. O altă relație importantă pentru ordine întregi este expansiunea Jacobi–Anger:
{\displaystyle e^{iz\cos \phi }=\sum _{n=-\infty }^{\infty }i^{n}J_{n}(z)e^{in\phi },}
folosită pentru a dezvolta o undă plană ca o sumă de unde cilindrice, sau pentru a găsi seria Fourier a unui semnal modulat în frecvență.
Mai general, o serie:
{\displaystyle f(z)=a_{0}^{\nu }J_{\nu }(z)+2\cdot \sum _{k=1}a_{k}^{\nu }J_{\nu +k}(z)}
este numită dezvoltarea Neumann de `f`.  Pentru ν = 0 are forma explicită:
{\displaystyle a_{k}^{0}={\frac {1}{2\pi i}}\int _{|z|=c}f(z)O_{k}(z)\mathrm {d} z,} unde {\displaystyle O_{k}} este polinomul lui Neumann .
Unele funcții admit reprezentarea specială:
{\displaystyle f(z)=\sum _{k=0}a_{k}^{\nu }J_{\nu +2k}(z)}
în care :
{\displaystyle a_{k}^{\nu }=2(\nu +2k)\int _{0}^{\infty }f(z){\frac {J_{\nu +2k}(z)}{z}}\mathrm {d} z}
datorită relației ortogonale:
{\displaystyle \int _{0}^{\infty }J_{\alpha }(z)J_{\beta }(z){\frac {\mathrm {d} z}{z}}={\frac {2}{\pi }}{\frac {\sin \left({\frac {\pi }{2}}(\alpha -\beta )\right)}{\alpha ^{2}-\beta ^{2}}}.}
Mai general, dacă f are un punct de ramificație în jurul originii de așa natură încât:
{\displaystyle f(z)=\sum _{k=0}a_{k}J_{\nu +k}(z),\,\!}
atunci:
{\displaystyle {\mathcal {L}}\{\sum _{k=0}a_{k}J_{\nu +k}\}(s)={\frac {1}{\sqrt {1+s^{2}}}}\sum _{k=0}{\frac {a_{k}}{(s+{\sqrt {1+s^{2}}})^{\nu +k}}}}
sau
{\displaystyle \sum _{k=0}a_{k}\xi ^{\nu +k}={\frac {1+\xi ^{2}}{2\xi }}{\mathcal {L}}\{f\}\left({\frac {1-\xi ^{2}}{2\xi }}\right),}
unde {\displaystyle {\mathcal {L}}\{f\}} este transformata Laplace a lui f.
Un alt mod de definire a funcțiilor Bessel este dat de formula lui Poisson:
{\displaystyle J_{k}(z)={\frac {({\frac {z}{2}})^{k}}{\Gamma (k+{\frac {1}{2}})\Gamma ({\frac {1}{2}})}}\int _{-1}^{1}e^{izs}(1-s^{2})^{k-{\frac {1}{2}}}ds,}
unde k > -1/2, iar z este un număr complex. Acestă formulă este folositoare în special când lucrăm cu transformata Fourier.
Funcțiile Jn, Jn, Hα(1) și Hα(2) satisfac următoarele relații de recurență:
{\displaystyle {\frac {2\alpha }{z}}Z_{\alpha }(z)=Z_{\alpha -1}(z)+Z_{\alpha +1}(z)}
{\displaystyle 2{\frac {dZ_{\alpha }}{dz}}=Z_{\alpha -1}(z)-Z_{\alpha +1}(z)}
unde Z poate fi oricare din funcțiile J, Y, H(1), sau H(2).  Aceste două relații sunt adesea combinate prin adunare sau scădere, pentru obținerea altor relații. De exemplu, putem calcula funcții Bessel de ordin înalt (sau derivate de ordin înalt) dând valori de ordin scăzut (sau derivate de ordin scăzut).
În particular avem:
{\displaystyle \left({\frac {d}{zdz}}\right)^{m}\left[z^{\alpha }Z_{\alpha }(z)\right]=z^{\alpha -m}Z_{\alpha -m}(z)}
{\displaystyle \left({\frac {d}{zdz}}\right)^{m}\left[{\frac {Z_{\alpha }(z)}{z^{\alpha }}}\right]=(-1)^{m}{\frac {Z_{\alpha +m}(z)}{z^{\alpha +m}}}.}
Funcțiile Bessel modificate se scriu prin relații similare:
{\displaystyle e^{(z/2)(t+1/t)}=\sum _{n=-\infty }^{\infty }I_{n}(z)t^{n},}
și
{\displaystyle e^{z\cos \theta }=I_{0}(z)+2\sum _{n=1}^{\infty }I_{n}(z)\cos(n\theta ),}
Relațiile de recurență se scriu:
{\displaystyle C_{\alpha -1}(z)-C_{\alpha +1}(z)={\frac {2\alpha }{z}}C_{\alpha }(z)}
{\displaystyle C_{\alpha -1}(z)+C_{\alpha +1}(z)=2{\frac {dC_{\alpha }}{dz}}}
unde Cα este Iα sau  eαπiKα. Aceste relații de recurență sunt folositoare pentru problemele discrete de difuzie.
Deoarece ecuația Bessel devine Hermitiană auto-adjunctă dacă este divizată cu z, soluțiile trebuie să satisfacă o relație de ortogonalitate pentru condițiile de contur alese.
În particular avem:
{\displaystyle \int _{0}^{1}zJ_{\alpha }(zu_{\alpha ,m})J_{\alpha }(zu_{\alpha ,n})dz={\frac {\delta _{m,n}}{2}}[J_{\alpha +1}(u_{\alpha ,m})]^{2}={\frac {\delta _{m,n}}{2}}[J_{\alpha }'(u_{\alpha ,m})]^{2},}
unde α > -1, δm,n este simbolul lui Kronecker, iar uα,m este a m-a rădăcină a funcției Jα(z). Această relație de ortogonalitate poate fi folosită pentru a extrage coeficienții seriei Fourier–Bessel pentru o funcție oarecare, cu α fixat, m variabil, iar baza fiind șirul de funcții Jα(z uα,m). De asemenea, se pot găsi relații analoage pentru funcțiile Bessel sferice.
O alta relație ortogonală este ecuația de închidere:
{\displaystyle \int _{0}^{\infty }zJ_{\alpha }(uz)J_{\alpha }(vz)dz={\frac {1}{u}}\delta (u-v)}
pentru α > -1/2, iar δ fiind funcția delta a lui Dirac. Această proprietate este folosită pentru a construi o funcție arbitrară dintr-o serie de funcții Bessel cu ajutorul transformării Hankel. 
Pentru α > 0 relația de ortogonalitate a funcțiilor Bessel sferice este:
{\displaystyle \int _{0}^{\infty }z^{2}j_{\alpha }(uz)j_{\alpha }(vz)dz={\frac {\pi }{2u^{2}}}\delta (u-v)}
O alta proprietate importantă a ecuațiilor lui Bessel, grație identității lui Abel, implică Wronskianul soluțiilor:
{\displaystyle A_{\alpha }(z){\frac {dB_{\alpha }}{dz}}-{\frac {dA_{\alpha }}{dz}}B_{\alpha }(z)={\frac {C_{\alpha }}{z}},}
unde Aα și Bα sunt oricare două soluții ale ecuației lui Bessel, iar Cα o constantă independentă de z, dar care depinde de α și în particular de funcția Bessel considerată. De exemplu, dacă Aα = Jα și Bα = Yα, atunci Cα este 2/π. Cele de mai sus se aplică și pentru funcțiile Bessel modificate; de exemplu, dacă Aα = Iα și Bα = Kα, atunci Cα este -1.
Există un număr mare de integrale și identități cunoscute care nu sunt reproduse aici, dar care pot fi găsite în referințele de mai jos.

## Conexiunea cu Transformata Fourier
Transformata Fourier a funcțiilor Bessel are forme închise în următoarele situații:
{\displaystyle \int _{-\infty }^{\infty }{\frac {J_{s}(z)}{z^{s}}}e^{-2\pi ikz}\mathrm {d} z={\frac {2{\sqrt {\pi }}}{\Gamma \left(s+{\frac {1}{2}}\right)}}(1-4k^{2}\pi ^{2})^{s-{\frac {1}{2}}}\cdot 1_{\left[-{\frac {1}{2\pi }},\,{\frac {1}{2\pi }}\right]}(k),}
{\displaystyle \int _{-\infty }^{\infty }e^{-{\frac {z^{2}\pi }{2}}}{\frac {I_{s}\left({\frac {z^{2}\pi }{2}}\right)}{\left({\frac {z^{2}\pi }{2}}\right)^{s}}}e^{-2\pi ikz}\mathrm {d} z={\frac {2^{s}}{\sqrt {\pi }}}e^{-k^{2}\pi }U\left(s+{\frac {1}{2}},1-s,k^{2}\pi \right);}
în care 1[-a,a](k) este impulsul unitate, iar U este funcția de speța a II-a a lui Kummer.

## Teorema înmulțirii
Această teoremă furnizează dezvoltarea funcției {\displaystyle C_{\nu }\left(re^{i\theta }\right)\,\!} în termenii funcțiilor {\displaystyle C_{\nu \pm k}(r)\,\!}:
{\displaystyle C_{\nu }(\lambda z)=\lambda ^{\pm \nu }\sum _{k=0}^{\infty }{\frac {(\mp 1)^{k}(\lambda ^{2}-1)^{k}\left({\frac {z}{2}}\right)^{k}}{k!}}C_{\nu \pm k}(z)\quad ,\,\!} pentru {\displaystyle |\lambda ^{2}-1|<1.\,\!}
Dacă C = J și este luat semnul pozitiv, restricția pentru λ nu mai este necesară, rezultând:
{\displaystyle \lambda ^{-\nu }J_{\nu }(\lambda z)=\sum _{n=0}^{\infty }{\frac {1}{n!}}\left({\frac {(1-\lambda ^{2})z}{2}}\right)^{n}J_{\nu +n}(z)}
unde λ și ν sunt numere arbitrare complexe, vezi.

## Wronskianul funcțiilor Bessel
Aceste relații sunt valabile pentru orice valori ν și z reale sau complexe:
{\displaystyle {\begin{aligned}W\left\{J_{\nu }(z),J_{-\nu }(z)\right\}&=J_{\nu +1}(z)J_{-\nu }(z)+J_{\nu }(z)J_{-\nu -1}(z)\\&=-{\frac {2\sin(\nu \pi )}{\pi z}}.\\\end{aligned}}\,\!}
{\displaystyle {\begin{aligned}W\left\{J_{\nu }(z),Y_{\nu }(z)\right\}&=J_{\nu +1}(z)Y_{\nu }(z)-J_{\nu }(z)Y_{\nu +1}(z)\\&={\frac {2}{\pi z}}\\\end{aligned}}\,\!}
{\displaystyle {\begin{aligned}W\left\{H_{\nu }^{(1)}(z),H_{\nu }^{(2)}(z)\right\}&=H_{\nu +1}^{(1)}(z)H_{\nu }^{(2)}(z)-H_{\nu }^{(1)}(z)H_{\nu +1}^{(2)}(z)\\&=-{\frac {4i}{\pi z}}\\\end{aligned}}\,\!}

## Ipoteza lui Bourget
Bessel însuși a demonstrat că, pentru n întreg nenegativ, ecuația Jn(z) = 0 are un număr infinit de soluții în z.  Când funcțiile Jn(z)  sunt trasate în același grafic, oricare ar fi n, nici o rădăcină a lor nu coincide, cu excepția rădăcinilor din punctul (z = 0). Acest fenomen este cunoscut drept ipoteza lui Bourget, după numele matematicianului francez care a studiat această problemă. Mai precis, el afirmă că, pentru orice întreg n ≥ 0 și m ≥ 1, funcțiile Jn(z) și Jn+m(z) nu au nici o rădăcină comună în afară de cele din punctul z = 0. Acestă teoremă a fost demonstrată de Siegel în anul 1929.

## Derivatele funcțiilor J,Y,I,H,K
Formulele următoare pot fi găsite în referința:

### dependența p - 1
{\displaystyle {\frac {d}{dz}}y_{p}(\alpha z)=\alpha y_{p-1}(\alpha z)-{\frac {p}{z}}y_{p}(\alpha z)}
(relație valabilă pentru y = J, Y, I, H(1), H (2))
{\displaystyle {\frac {d}{dz}}y_{p}(\alpha z)=-\alpha y_{p-1}(\alpha z)-{\frac {p}{z}}y_{p}(\alpha z)}
(relație valabilă pentru y = K)

### dependența p + 1
{\displaystyle {\frac {d}{dz}}y_{p}(\alpha z)=-\alpha y_{p+1}(\alpha z)+{\frac {p}{z}}y_{p}(\alpha z)}
(relație valabilă pentru y = J, Y, K, H(1), H (2))
{\displaystyle {\frac {d}{dz}}y_{p}(\alpha z)=\alpha y_{p+1}(\alpha z)+{\frac {p}{z}}y_{p}(\alpha z)}
(relație valabilă pentru y = I)

### Alte relații
{\displaystyle {\frac {d}{dz}}y_{p}(\alpha z)={\frac {\alpha }{2}}[y_{p-1}(\alpha z)-y_{p+1}(\alpha z)]}
(relație valabilă pentru y = J, Y, H(1), H (2))
{\displaystyle y_{p-1}(\alpha z)+y_{p+1}(\alpha z)={\frac {2p}{\alpha z}}y_{p}(\alpha z)}
(relație valabilă pentru y = J, Y, H(1), H (2))

## Identități Selectate
- {\displaystyle I_{-{\frac {1}{2}}}\left({\frac {z}{2}}\right)+I_{\frac {1}{2}}\left({\frac {z}{2}}\right)={\frac {2e^{\frac {z}{2}}}{\sqrt {\pi z}}};}
- {\displaystyle I_{\nu }(z)=\sum _{k=0}{\frac {z^{k}}{k!}}J_{\nu +k}(z);}
- {\displaystyle J_{\nu }(z)=\sum _{k=0}(-1)^{k}{\frac {z^{k}}{k!}}I_{\nu +k}(z);}
- {\displaystyle I_{\nu }(\lambda z)=\lambda ^{\nu }\sum _{k=0}{\frac {\left((\lambda ^{2}-1){\frac {z}{2}}\right)^{k}}{k!}}I_{\nu +k}(z);}
- {\displaystyle I_{\nu }(z_{1}+z_{2})=\sum _{k=-\infty }^{\infty }I_{\nu -k}(z_{1})I_{k}(z_{2});}
- {\displaystyle J_{\nu }(z)={\frac {z}{2\nu }}(J_{\nu -1}(z)+J_{\nu +1}(z)),\quad I_{\nu }(z)={\frac {z}{2\nu }}(I_{\nu -1}(z)-I_{\nu +1}(z));}
- {\displaystyle J_{\nu }'(z)={\frac {1}{2}}(J_{\nu -1}(z)-J_{\nu +1}(z)),\quad I_{\nu }'(z)={\frac {1}{2}}(I_{\nu -1}(z)+I_{\nu +1}(z));}
- {\displaystyle \left({\frac {z}{2}}\right)^{\nu }=\sum _{k=0}(-1)^{k}{\frac {\Gamma (k+\nu )}{k!}}(2k+\nu )I_{2k+\nu }(z).}